# كأس العالم لكرة الصالات 2021
بطولة كأس العالم لكرة الصالات 2021 هي النسخة التاسعة من كأس العالم لكرة الصالات، وهي بطولة دولية تقام كل أربع سنوات وتتنافس فيها فرق الرجال الوطنية للاتحادات الأعضاء في الفيفا. أقيمت البطولة في ليتوانيا. وكانت أول بطولة للفيفا تستضيفها ليتوانيا وثالث بطولة كأس عالم لكرة الصالات تستضيفها أوروبا؛ أقيمت النسختان الأخريان عام 1989 في هولندا و1996 في إسبانيا.
كان من المقرر في الأصل أن تقام البطولة من 12 سبتمبر إلى 4 أكتوبر 2020 ككأس العالم لكرة الصالات 2020. ومع ذلك، وبسبب جائحة كوفيد-19، أعلن الاتحاد الدولي لكرة القدم في 3 أبريل 2020 أنه سيتم اتخاذ قرار بشأن تأجيل البطولة وإعادة جدولتها. في 12 مايو 2020، أعلن الاتحاد الدولي لكرة القدم أن البطولة ستقام بين 12 سبتمبر و3 أكتوبر 2021، مع خضوع التواريخ لمزيد من المراقبة.
في المباراة النهائية، هزمت البرتغال حاملة اللقب الأرجنتين 2-1 لتفوز بأول لقب لها في كأس العالم. وأصبحت رابع فريق يفوز بالبطولة، والثاني من أوروبا بعد انتصارات إسبانيا في عامي 2000 و2004.